# 席爾瓦嶺
72°59′S 162°17′E / 72.983°S 162.283°E
席爾瓦嶺（英語：Silva Ridge）是南極洲的山嶺，位於維多利亞地的彭內爾海岸，處於希恩山，由新西蘭探險隊命名，現時由南極條約體系管理。